# Невероятные приключения по ту сторону Туле
«Невероя́тные приключе́ния по ту сто́рону Ту́ле» (др.-греч. Τὰ ὑπὲρ Θoύλην ἄπιστα, букв. «невероятное по ту сторону Туле») — фантастический роман Антония Диогена (II век н. э.), сохранившийся в пересказе и немногих фрагментах.

## Сюжет
Содержание «Невероятных приключений по ту сторону Туле» представлено в основном в виде записей аркадянина Диния, обращенных к земляку Кимбу. В его рассказ о своих приключениях и странствиях включены рассказы и других персонажей: Деркиллиды, Астрея, Асулида.
Обрамлением основного содержания служат письма самого автора романа: одно, посвятительное, обращено к сестре Исидоре, другое — к какому-то Фаустину, в котором Диоген и сообщает, «что он сочиняет книгу о невероятных приключениях по ту сторону Туле и что сочинение это он посвящает любознательной сестре своей Исидоре». В письме же к Исидоре Диоген выводит фигуру некоего Балагра, приближенного Александра Македонского, который якобы в письме к своей жене Филе, дочери Антипатра, рассказывает о найденных в захваченном македонскими войсками городе Тире саркофагах с начертанными на них странными надписями, обозначающими срок прожитой жизни умерших в летах и ночах. Он сообщает также о найденном близ надгробной насыпи кипарисовом ларце, внутри которого и хранились записи Диния, повествующие об удивительных приключениях по ту сторону Туле, легендарного острова на крайнем севере Европы. Письмо Балагра, таким образом, представляет своеобразный пролог к основному содержанию романа.
Диний, «пройдя через Понт, дошел до Каспийского и Гирканского морей и гор, называемых Рипейскими, и до устья реки Танаис. Затем, из-за сильных холодов, повернули они к Скифскому океану и, наконец, направились на Восток и пришли к месту восхода солнца. Потом, скитаясь в течение долгого времени и пережив множество разнообразных приключений, они прошли по берегу наружного моря, окружающего землю».
После долгих скитаний Диний прибывает на остров Туле, где встречается с Деркиллидой, бежавшей с братом Мантинием из родного города Тира в поисках спасения от злого египетского жреца Паапида. Жрец проник к ним в дом и обманом, с помощью волшебных средств принудил брата с сестрой привести своих родителей в состояние, подобное смерти. Деркиллида с братом попадают на Родос, затем на Крит, к этрускам и киммерийцам, у которых Деркиллида видела жителей царства Аида, а давно умершая служанка Мирто была её проводницей и наставницей. По возвращении оттуда Деркиллида, уже без брата, оказалась на могиле Керила и Астрея. Из рассказа последнего она многое узнала о Пифагоре и отце его, Мнесархе. Астрей рассказал ей и о себе и ещё о том, что услышал от Филотида. Далее Деркиллида рассказывает о жителях Иберии, зрячих ночью и слепых днём, о кельтах, артабрах, астурийцах, о своих скитаниях по Италии и Скифии, о том, как она снова попала в руки Паапида.
После встречи с братом, поведавшем Деркиллиде о своих необычайных и чудесных странствиях, следует ряд совместных приключений брата и сестры. Они пытаются бежать от Паапида, захватив его волшебную книгу и травы. Оракул предсказывает об ожидавшем их возмездии за нечестие по отношению к родителям — отныне их жизнь будет чередоваться со смертью. Паапид преследует беглецов и насылает на них беду. Предсказание исполняется. Влюблённый в Деркиллиду юноша Фрускан убивает Паапида, но думая, что Деркиллида действительно мертва, пронзает мечом и себя. «Обо всем этом и многом другом, что он узнал от Деркиллиды на острове Туле, Диний рассказывает аркадянину Кимбу, искусно сплетая повествование в одно целое. Он говорит о похоронах Деркиллиды и Мантиния, об их тайном возвращении из могил, о любовных делах Мантиния и о том, что из-за них случилось». На этом кончается 23 книга Диогена.
В последней, 24-й, книге Диний продолжает рассказ о своих необычайных скитаниях по странам, о возвращении в Тир, где он встретился с Деркиллидой, её братом и их пробудившимися родителями. Этот рассказ искусно соединён с рассказом спутника Диния Асулида о том, как ему удалось избавить Деркиллиду и Мантиния от злых чар Паапида и пробудить их родителей.
Интересно, что Деркиллида, которая живёт лишь ночью, рассказывает Динию о своих приключениях, по-видимому, во время их ночных свиданий. Возможно, что в соответствии с этими «любовными ночами» роман и делился на 24 книги, и этот композиционный прием мог послужить одним из источников «1001 ночи».
Пристрастие к чудесному и необыкновенному выступает у Диогена па первый план, а любовные отношения остаются на втором, и это существенно отличает его произведение от всех прочих греческих романов. Исходя из комментариев Фотия и замечаний самого Диогена, можно предположить, что содержание для своего романа Диоген заимствовал из сочинений предшествующих писателей, прежде всего историографов и географов. Фотий сообщает, что «Диоген упоминает о некоем Антифане, более древнем, чем он, писателе, который рассказывал о подобных же чудесах». Не исключено, что Диоген мог позаимствовать отдельные рассказы о чудесном у Ктесия, Онесикрита и других писателей романической историографии и парадоксографов.
Диний сообщает Кимбу о необычных вещах, увиденных им по ту сторону Туле, например, что «есть люди, которые могут жить в самых далёких арктических пределах, где ночь иногда продолжается целый месяц; бывает она и короче и длиннее месяца, и шесть месяцев, но не больше года». Далее он говорит о таких чудесах и таких людях, «каких никто не только не видел и не слышал, но даже и вообразить не мог», а сам он на Луне увидел «такие чудеса, которые превзошли все прежние фантастические истории». (Кстати, на Луну Диний попадает пешком, просто странствуя на север от Туле — и это первое известное в литературе путешествие на Луну).

## Издания и переводы
- Английский перевод
- Невероятные приключения по ту сторону Фулы / Перевод Н. Мильштейн // Поздняя греческая проза / Сост. С. В. Поляковой. — М.: ГИХЛ, 1960. — С. 171—178.